# Dolichomitus taeniatus
Dolichomitus taeniatus là một loài tò vò trong họ Ichneumonidae.